# 東干斯坦
東斯坦（小儿经：خُوِ سِْ تًا，音“回斯坦”），得名於東干族，是1934年-1937年軍閥馬虎山控制的新疆省南部的稱呼。東干斯坦一名由奧地利蒙古專家海西格提出，領土包括塔里木盆地南部的綠洲，中心地區是和闐。東干斯坦南面青藏高原，另外三面被新疆省政府主席盛世才的勢力包圍。

## 歷史

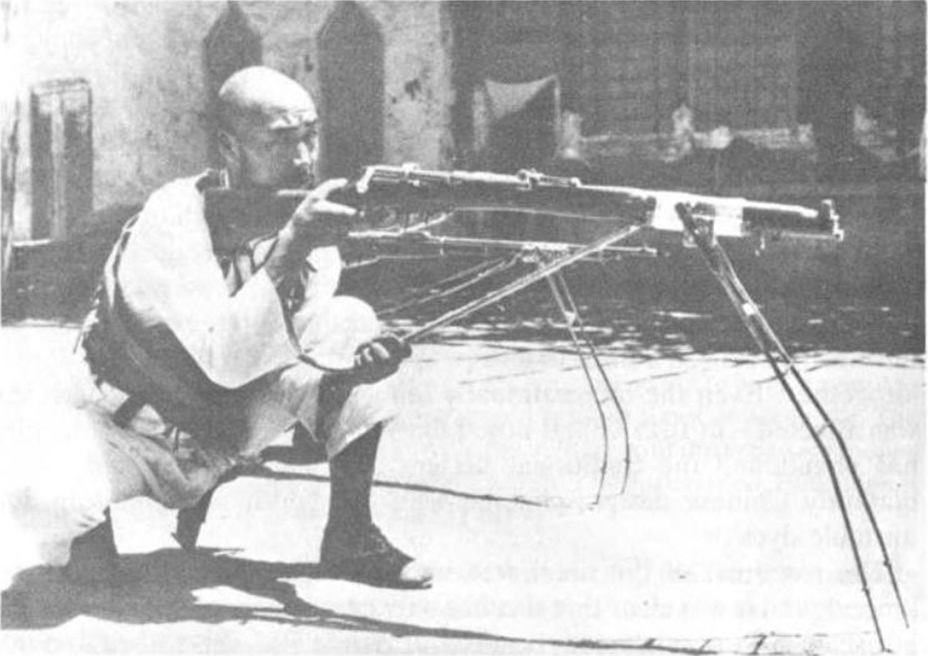
新三十六師的回族士兵，被歐洲稱為「東干人」

1934年，東突厥斯坦伊斯蘭共和國滅亡後，回族穆斯林馬家軍軍閥馬仲英逃往蘇聯，他的繼任者是马虎山，從喀什噶爾逃往和田。馬虎山定期收到電報，他在蘇聯的義兄弟承諾說馬上就會回國，但並沒有實現。馬虎山在1934年到1937年間統治東干斯坦，被稱為「王」。這段期間來自中國內地的回族穆斯林統治東干斯坦，對待當地突厥穆斯林的方式無異於殖民。為了支持中央陸軍新編第三十六師的需要，東干斯坦稅課得很重。農民和商人為軍事駐軍的利益而被剝削，強制徵兵也常發生。
在1935年，東干斯坦的回族軍隊鎮壓了在現今若羌县爆發的婼羌暴动。 該年通貨膨脹失控，思鄉的回族士兵開始放棄馬虎山，並經常在和闐街頭與維吾爾族爆發衝突。英國探險作家彼得·弗萊明與瑞士探險家艾拉‧梅拉曾行經東干斯坦，並在弗萊明的著作中留下紀錄。馬虎山與蔣介石通信，期待南京國民政府會給予他援助，但也沒有任何收穫。最後在1937年，蘇聯軍隊襲擊東干斯坦，將它併入盛世才政權中。

## 参見
- 南疆
- 新疆戰爭